# Комптон, Джордж, 6-й граф Нортгемптон
Джордж Комптон (англ. George Compton; 1692 — 6 декабря 1758) — британский аристократ, 6-й граф Нортгемптон с 1754 года, младший сын Джорджа Комптона, 4-го графа Нортгемптона, и его первой жены Джейн Фокс. Учился в Итонском колледже (1706—1707). Служил в Королевской конной гвардии, в 1715 году ушёл в отставку. В 1727 году благодаря влиянию старшего брата Джеймса, 5-го графа Нортгемптона, дважды избирался в Палату общин — от Тамворта и Нортгемптона. Оставался в оппозиции до падения правительства Уолпола. В кабинете своего дяди графа Уилмингтона получил пост лорда казначейства. 
После смерти старшего брата Джеймса, оставившего только дочь, Джордж Комптон унаследовал семейные владения и графский титул. Он был женат на Фрэнсис Пейн, дочери Томаса Пейна и Сары Эндрюс, но умер бездетным, так что его наследником стал племянник Чарльз Комптон.